# 400 mètres haies aux championnats d'Europe d'athlétisme
Pour un article plus général, voir Championnats d'Europe d'athlétisme.
Le 400 mètres haies masculin fait partie des épreuves inscrites au programme des premiers championnats d'Europe d'athlétisme, en 1934, à Turin. L'épreuve féminine fait sa première apparition lors de l'édition 1978, à Prague.
L'Allemand Harald Schmid, le Norvégien Karsten Warholm (3 médailles d'or), la Roumaine Ionela Târlea et la Néerlandaise Femke Bol (2 médailles d'or) sont les athlètes les plus titrés dans cette épreuve.
Les records des championnats d'Europe appartiennent chez les hommes au Norvégien Karsten Warholm, auteur de 46 s 98 à Rome en 2024, et chez les femmes à la Néerlandaise Femke Bol qui est créditée du temps de 52 s 49 lors de ces mêmes championnats.

## Palmarès

### Hommes
| Édition | Or                              | Argent                      | Bronze                     |
| ------- | ------------------------------- | --------------------------- | -------------------------- |
| 1934    | Hans Scheele 53 s 2             | Akilles Järvinen 53 s 7     | Chrístos Mántikas 53 s 9   |
| 1938    | Prudent Joye 53 s 1 (CR)        | József Kovács 53 s 3        | Kell Areskoug 53 s 6       |
| 1946    | Bertel Storskrubb 52 s 2 (CR)   | Sixten Larsson 52 s 4       | Rune Larsson 52 s 5        |
| 1950    | Armando Filiput 51 s 9 (CR)     | Yuriy Lituyev 52 s 4        | Harry Whittle 52 s 7       |
| 1954    | Anatoliy Yulin 50 s 5 (CR)      | Yuriy Lituyev 50 s 8        | Sven-Oswald Mildh 51 s 5   |
| 1958    | Yuriy Lituyev 51 s 1            | Per-Ove Trollsås 51 s 6     | Bruno Galliker 51 s 8      |
| 1962    | Salvatore Morale 49 s 2 (WR)    | Jörg Neumann 50 s 3         | Helmut Janz 50 s 5         |
| 1966    | Roberto Frinolli 49 s 8         | Gerd Lossdörfer 50 s 3      | Robert Poirier 50 s 5      |
| 1969    | Vyacheslav Skomorokhov 49 s 7   | John Sherwood 50 s 1        | Andrew Todd 50 s 3         |
| 1971    | Jean-Claude Nallet 49 s 20 (CR) | Christian Rudolph 49 s 30   | Dmitriy Stukalov 50 s 00   |
| 1974    | Alan Pascoe 48 s 82 (CR)        | Jean-Claude Nallet 48 s 94  | Yauhen Hauvrylenka 49 s 32 |
| 1978    | Harald Schmid 48 s 51 (CR)      | Dmitriy Stukalov 49 s 72    | Vasyl Arkhypenko 49 s 77   |
| 1982    | Harald Schmid 47 s 48 (CR)      | Aleksandr Yatsevich 48 s 60 | Uwe Ackermann 48 s 64      |
| 1986    | Harald Schmid 48 s 65           | Aleksandr Vasiliyev 48 s 76 | Sven Nylander 49 s 38      |
| 1990    | Kriss Akabusi 47 s 92           | Sven Nylander 48 s 43       | Niklas Wallenlind 48 s 52  |
| 1994    | Oleh Tverdokhlib 48 s 06        | Sven Nylander 48 s 22       | Stéphane Diagana 48 s 23   |
| 1998    | Paweł Januszewski 48 s 18       | Ruslan Mashchenko 48 s 25   | Fabrizio Mori 48 s 71      |
| 2002    | Stéphane Diagana 47 s 58        | Jiří Mužík 48 s 43          | Paweł Januszewski 48 s 46  |
| 2006    | Periklis Iakovakis 48 s 46      | Marek Plawgo 48 s 71        | Rhys Williams 49 s 12      |
| 2010    | David Greene 48 s 12            | Rhys Williams 48 s 96       | Stanislav Melnykov 49 s 09 |
| 2012    | Rhys Williams 49 s 33           | Emir Bekrić 49 s 49         | Stanislav Melnykov 49 s 69 |
| 2014    | Kariem Hussein 48 s 96          | Rasmus Mägi 49 s 06         | Denis Kudryavtsev 49 s 16  |
| 2016    | Yasmani Copello 48 s 98         | Sérgio Fernández 49 s 06    | Kariem Hussein 49 s 10     |
| 2018    | Karsten Warholm 47 s 64         | Yasmani Copello 47 s 81     | Thomas Barr 48 s 31        |
| 2022    | Karsten Warholm 47 s 12 (CR)    | Wilfried Happio 48 s 56     | Yasmani Copello 48 s 78    |
| 2024    | Karsten Warholm 46 s 98 (CR)    | Alessandro Sibilio 47 s 50  | Carl Bengtström 47 s 94    |

### Femmes
| Édition | Or                               | Argent                     | Bronze                              |
| ------- | -------------------------------- | -------------------------- | ----------------------------------- |
| 1978    | Tatyana Zelentsova 54 s 89 (WR)  | Silvia Hollmann 55 s 14    | Karin Rossley 55 s 36               |
| 1982    | Ann Louise Skoglund 54 s 58 (CR) | Petra Pfaff 54 s 89        | Chantal Réga 54 s 93                |
| 1986    | Marina Stepanova 53 s 32 (WR)    | Sabine Busch 53 s 60       | Cornelia Feuerbach 54 s 13          |
| 1990    | Tatyana Ledovskaya 53 s 62       | Anita Protti 54 s 36       | Monica Westén 54 s 75               |
| 1994    | Sally Gunnell 53 s 33            | Silvia Rieger 54 s 68      | Anna Knoroz 54 s 68                 |
| 1998    | Ionela Târlea 53 s 37            | Tetyana Tereshchuk 54 s 07 | Silvia Rieger 54 s 45               |
| 2002    | Ionela Târlea 54 s 95            | Heike Meissner 55 s 89     | Anna Olichwierczuk 56 s 18          |
| 2006    | Evgenia Isakova 53 s 93          | Faní Halkiá 54 s 02        | Tetiana Tereshchuk-Antipova 54 s 55 |
| 2010    | Natalya Antyukh 52 s 92 (CR)     | Vania Stambolova 53 s 82   | Perri Shakes-Drayton 54 s 18        |
| 2012    | Denisa Rosolová 54 s 24          | Anna Yaroshchuk 54 s 35    | Zuzana Hejnová 54 s 49              |
| 2014    | Eilidh Child 54 s 48             | Hanna Titimets 54 s 56     | Denisa Rosolová 54 s 70             |
| 2016    | Sara Slott Petersen 55 s 12      | Joanna Linkiewicz 55 s 33  | Lea Sprunger 55 s 41                |
| 2018    | Lea Sprunger 54 s 33             | Hanna Ryzhykova 54 s 51    | Meghan Beesley 55 s 31              |
| 2022    | Femke Bol 52 s 67 (CR)           | Viktoriya Tkachuk 54 s 30  | Hanna Ryzhykova 54 s 86             |
| 2024    | Femke Bol 52 s 49 (CR)           | Louise Maraval 54 s 23     | Cathelijn Peeters 54 s 37           |

## Records des championnats

### Hommes
| Temps   | Athlète            | Lieu      | Date              | Record |
| ------- | ------------------ | --------- | ----------------- | ------ |
| 55 s 4  | Hans Scheele       | Turin     | 8 septembre 1934  |        |
| 53 s 2  | Hans Scheele       | Turin     | 8 septembre 1934  |        |
| 53 s 1  | Prudent Joye       | Paris     | 4 septembre 1938  |        |
| 52 s 2  | Bertel Storskrubb  | Oslo      | 24 août 1946      |        |
| 52 s 0  | Armando Filiput    | Bruxelles | 26 août 1950      |        |
| 51 s 9  | Armando Filiput    | Bruxelles | 27 août 1950      |        |
| 51 s 1  | Yuriy Lituyev      | Berne     | 26 août 1954      |        |
| 51 s 1  | Yuriy Lituyev      | Berne     | 26 août 1954      |        |
| 50 s 5  | Anatoliy Yulin     | Berne     | 29 août 1954      |        |
| 50 s 0  | Salvatore Morale   | Belgrade  | 13 septembre 1962 |        |
| 49 s 2  | Salvatore Morale   | Belgrade  | 14 septembre 1962 |        |
| 49 s 2  | Jean-Claude Nallet | Helsinki  | 12 août 1971      |        |
| 48 s 82 | Alan Pascoe        | Rome      | 4 septembre 1974  |        |
| 48 s 51 | Harald Schmid      | Prague    | 31 août 1978      |        |
| 47 s 48 | Harald Schmid      | Athènes   | 8 septembre 1982  |        |
| 47 s 12 | Karsten Warholm    | Munich    | 19 août 2022      |        |
| 46 s 98 | Karsten Warholm    | Rome      | 11 juin 2024      |        |

### Femmes
| Temps   | Athlète             | Lieu      | Date               | Record |
| ------- | ------------------- | --------- | ------------------ | ------ |
| 56 s 19 | Anita Weiss         | Prague    | 1er septembre 1978 |        |
| 56 s 08 | Silvia Hollmann     | Prague    | 2 septembre 1978   |        |
| 55 s 89 | Tatyana Zelentsova  | Prague    | 2 septembre 1978   |        |
| 54 s 89 | Tatyana Zelentsova  | Prague    | 2 septembre 1978   |        |
| 54 s 58 | Ann Louise Skoglund | Athènes   | 10 septembre 1982  |        |
| 53 s 83 | Marina Stepanova    | Stuttgart | 29 août 1986       |        |
| 53 s 32 | Marina Stepanova    | Stuttgart | 30 août 1986       |        |
| 52 s 92 | Natalya Antyukh     | Barcelone | 30 juillet 2010    |        |
| 52 s 67 | Femke Bol           | Munich    | 19 août 2022       |        |
| 52 s 49 | Femke Bol           | Rome      | 11 juin 2024       |        |